# Ehud Olmert
Ehud Olmertⓘ (hebr. אהוד אולמרט, ur. 30 września 1945 w Binjamina-Giwat Ada) – izraelski polityk, 12. premier Izraela, stał na czele trzydziestego pierwszego rządu Izraela.
W latach 1993–2003 był burmistrzem Jerozolimy. W 2003 roku został wybrany do Knesetu (izraelskiego parlamentu) i został ministrem w rządzie Ariela Szarona. 4 stycznia 2006 r. Szaron doznał udaru i zapadł w śpiączkę. Olmert, jako wicepremier, automatycznie został osobą pełniącą obowiązki szefa rządu do czasu wyborów parlamentarnych. Poprowadził centrową partię polityczną założoną przez Szarona, Kadimę do zwycięstwa w wyborach w marcu 2006 roku. 14 kwietnia, dwa tygodnie po wyborach, pozostający w śpiączce Szaron został uznany za trwale niezdolnego do sprawowania urzędu, dzięki czemu Olmert został tymczasowym premierem Izraela. Niecały miesiąc później, 4 maja 2006, rząd Olmerta otrzymał wotum zaufania od Knesetu, a on sam oficjalnie został premierem Izraela. 31 marca 2009 na stanowisku szefa rządu zastąpił go Binjamin Netanjahu.
Jako szef rządu, kontynuował główne założenia polityki Szarona, takie jak wspieranie realizacji tzw. mapy drogowej i propagowanie rozwiązania konfliktu z Palestyńczykami opierającego się na utworzeniu państwa palestyńskiego obok Izraela. Jego gabinetowi udało się utrzymać stosunkowo zdrowe relacje z Autonomią Palestyńską znajdującą się pod rządami Fatahu, czego efektem była m.in. konferencja w Annapolis w listopadzie 2007 r. Z drugiej strony jednak, kadencja Olmerta to duże konflikty zbrojne z Hezbollahem w południowym Libanie (II wojna libańska) i z Hamasem w Strefie Gazy (operacja Płynny Ołów). Olmert i minister obrony Amir Perec (z Partii Pracy) byli mocno krytykowani za sposób prowadzenia działań militarnych zwłaszcza podczas tego pierwszego konfliktu.
W trakcie swej kadencji, Ehud Olmert został oskarżony o korupcję. W połowie 2008 roku jego główna konkurentka wewnątrz partii, Cypi Liwni wezwała go do ustąpienia. 30 czerwca 2008 r. zadeklarował, że nie będzie się ubiegał o reelekcję na stanowisko szefa Kadimy, jak również zrezygnuje ze premierostwa po wybraniu nowego lidera ugrupowania. Nowym przewodniczącym partii została Liwni, która we wrześniu 2008 rozpoczęła próby stworzenia nowego rządu. Zakończyły się one niepowodzeniem, wobec czego prezydent Szimon Peres rozpisał wybory parlamentarne na luty 2009 roku. Do czasu zaprzysiężenie nowego premiera – Binjamina Netanjahu, Ehud Olmert pełnił obowiązki premiera. W latach 2016–2017 odbywał karę pozbawienia wolności za korupcję w zakładzie karnym w Ramla. Został przedterminowo zwolniony w lipcu 2017. Obecnie jest biznesmenem, członkiem zarządu firmy Silikat z siedzibą w Dimonie na pustyni Negew.

## Życiorys

### Młodość i służba wojskowa
Jak wspominał sam Olmert, jego rodzice, Bella i Mordechaj, wyemigrowali do Chin z terenów dzisiejszej Ukrainy i Rosji, a później do Palestyny, uchodząc przed prześladowaniami i pragnąc zrealizować swe marzenia o zbudowaniu żydowskiego i demokratycznego państwa. W Palestynie związali się z organizacją Irgun, a później z prawicowym Herutem, ugrupowaniem opozycyjnym względem lewicowej Mapai. Jego ojciec był w latach 1955–1961 posłem do Knesetu.
Ehud Olmert urodził się niedaleko miejscowości Binjamina-Giwat Ada, położonej w brytyjskim mandacie Palestyny, studiował filozofię, psychologię i prawo na Uniwersytecie Hebrajskim w Jerozolimie. W młodości Olmert był członkiem prawicowej organizacji młodzieżowej Bejtar.
Odbywał służbę wojskową w brygadzie piechoty Golani, zostając czasowo zwolnionym z niej po odniesieniu ran w walkach. Później przez pewien czas był dziennikarzem wojskowego pisma BaMahane, wypełniając w ten sposób resztę służby wojskowej. W czasie wojny Jom Kipur został korespondentem wojskowym w kwaterze głównej generała Ariela Szarona. W 1980 roku został oficerem armii izraelskiej (był już wówczas deputowanym do Knesetu). Wcześniej prowadził praktykę adwokacką wspólnie z Uri Messerem.

### Deputowany i minister
W 1966 roku, podczas konwencji partii Gahal, poprzedniczki dzisiejszego Likudu, lider ugrupowania Menachem Begin, został wezwany przez Ehuda Olmerta do złożenia rezygnacji. Begin odpowiedział, że zrzeknie się przywództwa w partii, ale wkrótce potem zmienił swą decyzję, pod wpływem emocjonalnej reakcji zebranych delegatów, którzy głośno domagali się tego, aby pozostał on liderem Gahalu.
W 1973 (w wieku 28 lat) został po raz pierwszy wybrany do Knesetu z ramienia Likudu, zasiadając w parlamencie także w siedmiu kolejnych kadencjach. W latach 1981–1988 był członkiem parlamentarnej komisji spraw zagranicznych i bezpieczeństwa, jak również komisji ds. finansów, edukacji i budżetu obronnego.
W 1988 znalazł się po raz pierwszy w rządzie (kierowanym wówczas przez Icchaka Szamira), obejmując tekę ministra ds. mniejszości. W latach 1990–1992 był ministrem zdrowia. Po przejściu Likudu do opozycji (przegrana w wyborach w 1992 roku), pozostał aktywnym parlamentarzystą oraz członkiem partyjnego gabinetu cieni.

### Burmistrz Jerozolimy

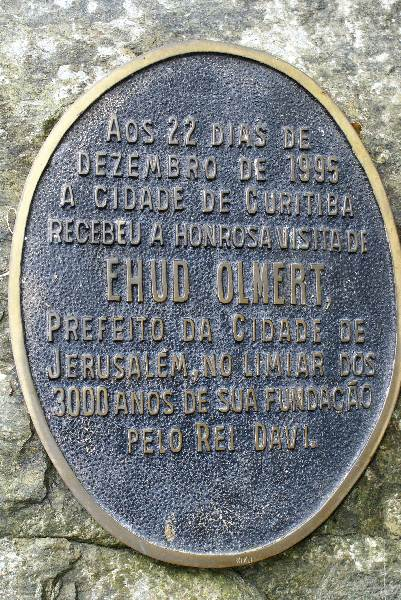
Tablica upamiętniająca wizytę burmistrza Jerozolimy Olmerta w brazylijskiej Kurytybie w 1995 r.

W listopadzie 1993 został wybrany na burmistrza Jerozolimy, pokonując dotychczasowego wieloletniego szefa miasta, Teddy Kolleka. Pełnił funkcję burmistrza przez dwie kadencje (do 2003), przypisuje się mu m.in. rozwój infrastruktury drogowej i systemu edukacji. Był pierwszym burmistrzem Jerozolimy z partii Likud. W czasie swojej kadencji rozpoczął kontrowersyjną rozbudowę osiedli mieszkaniowych przeznaczonych tylko dla Żydów na Górze Oliwnej. Miasto zainwestowało także w rozwój systemu lekkiej kolei miejskiej, a także innych rodzajów transportu publicznego. W sprawach bezpieczeństwa miasta wzorował się na burmistrzu Nowego Jorku Rudym Giulianim, z którym był zaprzyjaźniony.

Będąc burmistrzem Jerozolimy, Olmert został zaproszony do udziału w międzynarodowej konferencji poświęconej rozwiązywaniu konfliktów, która odbyła się w Derry (Irlandia Północna). W swojej przemowie opisywał, w jaki sposób przywódcy polityczni mogą pomóc zmieniać klimat psychologiczny, który wpływa na jakość relacji między ludźmi. Swe wystąpienie podsumował refleksją na temat wagi politycznego procesu przezwyciężania różnic: 
Jak rodzą się obawy? Rodzą się z powodu różnic w tradycji i historii; rodzą się z powodu różnic w emocjonalnych, politycznych i narodowych okolicznościach. Z powodu tych różnic, ludzie boją się, że nie mogą żyć razem. Jeśli przezwyciężymy takie obawy, wiarygodny i zdrowy proces polityczny musi zostać ostrożnie rozwijany. Proces polityczny, które nie ma na celu zmieniać innych w celu przezwyciężenia różnic, ale umożliwiający każdej ze stron życie w pokoju pomimo różnic.
.

### Minister i wicepremier
W lutym 2003 kierował kampanią wyborczą Likudu do Knesetu i ponownie został wybrany do parlamentu. Był główną osobą odpowiedzialną w partii za negocjacje koalicyjne z innymi ugrupowaniami. W rządzie Ariela Szarona objął tekę ministra przemysłu i handlu oraz został powołany na wicepremiera. W latach 2003–2004 był także ministrem komunikacji.

Od 7 sierpnia 2005 roku, po rezygnacji Beniamina Netanjahu (który protestował w ten sposób przeciwko akcji likwidacji osiedli żydowskich w Strefie Gazy) przejął również czasowo resort finansów. Olmert, który w przeszłości sprzeciwiał się zwróceniu państwom arabskim terytoriów zajętych przez Izrael po wojnie sześciodniowej i głosował przeciwko ustaleniom konferencji pokojowej w Camp David w 1978, opowiedział się za realizacją planu Szarona (zakładającego likwidację osiedli żydowskich m.in. w Strefie Gazy). Powiedział m.in.: 
Głosowałem przeciwko Menachemowi Beginowi, powiedziałem mu, że to był historyczny błąd, jak groźne to może być, i tak dalej, i tak dalej. Teraz żałuję, że on już nie żyje – mógłbym wówczas publicznie uznać jego mądrość i przyznać się do błędu. On miał rację, a ja się myliłem. Dzięki Bogu wycofaliśmy się z Synaju.
W czasie kadencji drugiego rządu Ariela Szarona, Olmert był wicepremierem i uważany był za bliskiego współpracownika szefa gabinetu. Był jedną z pierwszych osób, które wsparły Szarona, gdy ten dokonał rozłamu w Likudzie, tworząc partię Kadima.

### Pełniący obowiązki premiera

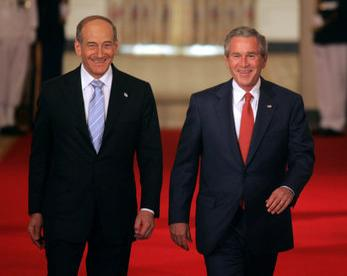
Olmert i George W. Bush

4 stycznia 2006 przejął obowiązki premiera w związku z poważną chorobą i śpiączką Ariela Szarona, który w kwietniu 2006 został przez prokuratora generalnego Izraela Menachema Mazuza uznany za trwale niezdolnego do pełnienia funkcji państwowych. Olmert postrzegany był przez wielu członków Kadimy jako jego naturalny następca. Zgodnie z izraelskim prawem po uznaniu szefa rządu za „trwale niezdolnego” do pełnienia swoich obowiązków, jego zastępca pełni jego obowiązki przez 100 dni, po upłynięciu których musi zostać wybrany nowy szef rządu. Jednakże wybory miały się odbyć wcześniej niż przepisowe 100 dni (28 marca 2006 r.).

Zaraz po zapadnięciu Szarona w śpiączkę, Olmert spotkał się z Szimonem Peresem i innymi zwolennikami Szarona, pragnąc przekonać ich do pozostania w Kadimie. Zyskał poparcie m.in. Peresa i Cypi Liwni. 16 stycznia 2006 roku Olmert został wybrany pełniącym obowiązki przewodniczącego Kadimy, startując na czele listy wyborczej tego ugrupowania w wyborach parlamentarnych. Oficjalnie przewodniczącym został po kwietniowej decyzji prokuratora generalnego w sprawie Szarona. 24 stycznia 2006 roku Olmert, podczas swojego pierwszego dużego wystąpienia publicznego jako pełniący obowiązki premiera na konferencji w Herclijji, obwieścił iż popiera powstanie państwa palestyńskiego, jak również godzi się na zrzeczenie się przez Izrael części Zachodniego Brzegu Jordanu, w celu zachowania charakteru państwa żydowskiego. Powiedział także m.in. 
Jesteśmy przekonani o historycznym prawie ludu Izraela do całej Ziemi Izraela.
 W wielu wywiadach przedstawiał również swój własny plan konwergencji, który zakładał likwidację większości osiedli żydowskich na Zachodnim Brzegu Jordanu i skonsolidowanie ich niedaleko granicy z 1967 roku.
7 marca 2006 roku ujawniono, że od 1999 roku prowadzono dochodzenie w sprawie sprzedaży i leasingu zwrotnego domu Olmerta w Jerozolimie, co najwyraźniej odbyło się na podejrzanie korzystnych dla Olmerta warunkach finansowych. W związku z tym pojawiły się podejrzenia o korupcję i nielegalne finansowanie kampanii wyborczej partii. Śledztwo kryminalne w tej sprawie zostało oficjalnie rozpoczęte 24 września 2007 r.
Kadima zwyciężyła w wyborach parlamentarnych z 28 marca 2006 roku. Partia ta zdobyła 29 miejsc w Knesecie. Kadima była największym ugrupowaniem w parlamencie, które jednak nie posiadało większości bezwzględnej w liczącej 120 deputowanych izbie. W swoim przemówieniu po zwycięstwie wyborczym Olmert obiecał zbudować Izrael jako państwo sprawiedliwe, silne, pokojowe, szanujące prawa mniejszości, wspierające rozwój edukacji, kultury i nauki, wreszcie pragnące osiągnąć trwały i ostateczny pokój z Palestyńczykami. Olmert stwierdził, iż Izrael dla pokoju jest gotowy na kompromis, ale Palestyńczycy muszą być również elastyczni. Jednocześnie zagroził jednostronnymi posunięciami, jeżeli tworzący rząd Autonomii Palestyńskiej Hamas odmówi uznania Państwa Izrael.
6 kwietnia 2006 r. prezydent Izraela Mosze Kacaw oficjalnie powierzył misję stworzenia rządu. 11 kwietnia odchodzący gabinet uchwalił, że Szaron jest niezdolny do sprawowania funkcji szefa rządu. Uchwała weszła w życie 14 kwietnia. W tym dniu formalnie zakończyło się sprawowanie urzędu przez Ariela Szarona, a jego miejsce zajął (jako sprawujący przedtem stanowisko wicepremiera) Ehud Olmert, który został tymczasowym premierem (stan taki utrzymywał się do czasu sformowania przez niego nowej koalicji rządowej i otrzymania wotum zaufania od Knesetu).

### Szef rządu

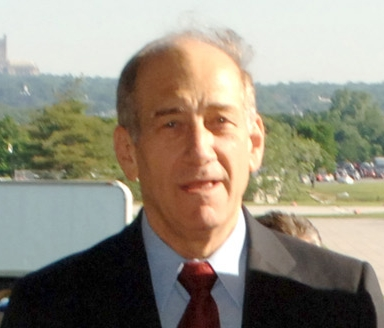
Ehud Olmert

4 maja zaprezentował swój nowy rząd Knesetowi, samemu obejmując resort opieki społecznej. Spodziewano się, iż teka ta przypadnie ugrupowaniu religijnemu Zjednoczony Judaizm Tory, które miało wejść w skład koalicji rządzącej, choć przedstawiciele tej partii przeważnie preferują stanowisko wiceministra. Później resort objął Jicchak Herzog z Partii Pracy.
24 maja 2006 został zaproszony do udziału w sesji połączonych Izb Kongresu USA (był trzecim izraelskim szefem rządu, który to uczynił). Wygłosił przemówienie, w którym stwierdził iż jego rząd będzie kontynuował jednostronne działania, jeżeli nie dojdzie do porozumienia z Palestyńczykami. 4 czerwca 2006 Olmert obwieścił, iż spotka się z Mahmudem Abbasem w celu wznowienia rozmów nad planem stworzonym jeszcze przez Szarona.
Latem 2006 roku, z powodu ostrzału rakietowego północnego Izraela prowadzonego przez Hezbollah, Olmert zdecydował się na rozpoczęcie konfliktu zbrojnego z tą organizacją. Wojna nie została jednoznacznie rozstrzygnięta na korzyść państwa żydowskiego, w wyniku bombardowań Libanu przez Siły Obronne Izraela, zginęło wielu cywilów. Z tego powodu popularność Olmerta i jego rządu w Izraelu drastycznie spadła. 15 września 2006 były szef sztabu armii izraelskiej Mosze Ja’alon publicznie wezwał Olmerta do złożenia dymisji. W maju 2007 poparcie dla niego spadło do jedynie 3 proc.
9 grudnia 2006 roku Olmert stwierdził, że nie wyklucza możliwości ataku na Iran w związku z planami atomowymi tego kraju. Wezwał także wspólnotę międzynarodową do przedsięwzięcia działań przeciwko temu państwu. Nazwał wypowiedzi irańskiego prezydenta Mahmuda Ahmadineżada grożącego zniszczeniem Izraela, absolutnie kryminalnymi i stwierdził, że spodziewa się poczynienia bardziej dramatycznych kroków w tej sprawie.
Podczas wywiadu udzielanego niemieckiej telewizji Sat.1, Olmert wypowiedział zdanie, w którym włączył Izrael w skład grupy państw dysponujących bronią nuklearną. Jego biuro zdementowało później tę informację, wskazując na niezawiniony błąd w tłumaczeniu wypowiedzi premiera. Pomimo tego stał się on obiektem krytyki przedstawicieli większości izraelskich partii politycznych. Stało się tak, ponieważ jedną z zasad izraelskiej polityki zagranicznej jest nie udzielanie informacji na temat tego, czy państwo to posiada lub nie posiada broni jądrowej.
2 maja 2007 raport komisji Winograda (powołanej dla zbadania okoliczności rozpoczęcia i prowadzenia działań zbrojnych podczas II wojny libańskiej) obwinił Olmerta o nieprawidłowe przygotowania do konfliktu z Hezbollahem w lecie 2006 r. Efektem tego była demonstracja ponad 100 tys. osób w Tel Awiwie, domagających się ustąpienie premiera.

W czerwcu 2006 roku Olmert napisał w artykuł dla brytyjskiego dziennika The Guardian, w którym stwierdzał, że Izrael jest gotów do poczynienia bolesnych ustępstw w celu osiągnięcia pokoju z Palestyńczykami. Była to odpowiedź na propozycję pokojową wystosowaną przez Ligę Arabską w marcu 2007 r. Olmert pisał: 
Poważnie podchodzę do oferty pełnej normalizacji stosunków pomiędzy Izraelem a państwami arabskimi; jestem gotowy dyskutować nad arabską inicjatywą pokojową w sposób otwarty i szczery. Współpracując z naszymi jordańskimi i egipskimi partnerami, a miejmy nadzieję z innymi państwami arabskimi, musimy osiągnąć pokój z energią i wizją... Ale rozmowy muszą być dyskusją, nie ultimatum.

4 listopada 2007 r. zadeklarował pragnienie prowadzenia negocjacji z Palestyńczykami, których przedmiotem byłyby wszystkie kwestie sporne, mówiąc: 
Konferencja w Annapolis będzie punktem wyjściowym dla kontynuowania poważnych i pogłębionych negocjacji, które nie będą unikać żadnych kwestii, które zakłócają nasze stosunki z ludem palestyńskim przez wiele lat.
 29 listopada 2007 ostrzegł, że nie wdrożenie rozwiązania konfliktu izraelsko-palestyńskiego polegającego na utworzeniu państwa palestyńskiego obok Izraela może doprowadzić do końca państwa żydowskiego: 
Jeśli nadejdzie dzień, w którym zawali się koncepcja dwóch państw, staniemy przed koniecznością prowadzenia walki w stylu południowoafrykańskim, o równe prawa wyborcze (także dla Palestyńczyków), wówczas państwo Izrael jest skończone.
Wiosną i latem 2008 roku nasiliły się ataki rakietowe i moździerzowe z kontrolowanej przez Hamas Stefy Gazy na południowy Izrael. W czerwcu obie strony zawarły jednak zawieszenie broni. Ostrzał zwiększył się jednak w listopadzie, po rajdzie izraelskich wojsk na zbudowany przez Hamas tunel pod granicą z Egiptem. Zawieszenie broni wygasło w grudniu 2008, a negocjacje o jego przedłużeniu zakończyły się fiaskiem. 24 grudnia na pustynię Negew spadło ponad 60 pocisków moździerzowych, rakiet Kassam i Grad. Izraelskie siły zbrojne otrzymały pozwolenie od premiera na zaatakowanie Strefy Gazy. 25 grudnia Olmert udzielił ostatniego ostrzeżenia Hamasowi za pośrednictwem arabskojęzycznej telewizji satelitarnej al-Arabiya, nalegając na zaprzestanie ataków. Mówię im teraz, to może być ostatnia chwila, aby przestać to robić. Jesteśmy silniejsi – powiedział wówczas Olmert. Ostrzał nie zakończył się, wobec czego 27 grudnia 2008 r. Izrael rozpoczął bombardowanie Strefy Gazy (a 3 stycznia także ofensywę lądową), nazwaną operacją „Płynny Ołów”.
Konflikt zakończył się 18 stycznia 2009 r. Dzień wcześniej Izraelczycy ogłosili jednostronne zawieszenie broni, bez osiągnięcia porozumienia z Hamasem.

#### Rezygnacja ze stanowiska
30 lipca 2008 r. Olmert oświadczył, że nie będzie starał się o stanowisko szefa Kadimy podczas wyborów na lidera partii, planowanych na wrzesień tego roku. Dodał także, że zrezygnuje ze stanowiska szefa rządu po tym, jak ugrupowanie wybierze nowego przywódcę. W mowie wówczas wygłoszonej, poruszył temat korupcji, o którą był oskarżany, mówiąc iż jest dumny z bycia obywatelem państwa w którym premier może być poddany śledztwu tak jak każdy inny obywatel. Stwierdził jednak także, że został zmuszony do obrony przed bezcelowymi atakami samozwańczych żołnierzy sprawiedliwości, którzy zdecydowali się usunąć go ze stanowiska. Przemówienie to zostało odebrane jako zapowiedź zakończenia kariery politycznej Olmerta.
Wielu polityków z różnych partii izraelskich pochwaliło Olmerta za podjęcie decyzji o rezygnacji. Ówczesna minister spraw zagranicznych Cipi Liwni stwierdziła, że ta osobista decyzja nie była prosta, ale prawidłowa. Kadima musi zachowywać się w sposób, który zabezpieczy jej jedność i zdolność do przewodzenia. Minister obrony Izraela i lider Partii Pracy Ehud Barak nazwał oświadczenie Olmerta odpowiednią i rozsądną decyzją, podjętą w odpowiednim czasie. Przywódcy opozycji (m.in. lider Likudu Beiniamin Netanjahu) zażądali natomiast, aby po rezygnacji premiera zostały rozpisane wybory parlamentarne.
Po zwycięstwie Cipi Liwni w wewnątrzpartyjnych wyborach, Olmert złożył oficjalną rezygnację, ale pozostał premierem, ze względu na uregulowania prawne (nawet po dymisji, szef rządu pozostaje na swoim stanowisku, aż do zaprzysiężenia nowego premiera). Liwni próbowała utworzyć nowy rząd, który miałby współpracować z ówczesnym składem Knesetu. Usiłowania te zakończyły się jednak fiaskiem i nowe wybory parlamentarne zostały rozpisane na 10 lutego 2009 r., a Olmert pozostał na swoim stanowisku do czasu przejęcia władzy przez Beniamina Netanjahu, który został 13. premierem Izraela.

### Oskarżenia
16 stycznia 2007 r. zostało wszczęte dochodzenie przeciwko Olmertowi. Jego przedmiotem było podejrzenie, że podczas sprawowania stanowiska ministra finansów, Olmert próbował wpłynąć na przebieg przetargu prywatyzacyjnego izraelskiego Banku Leumi. Miał on w ten sposób pomóc w zakupie instytucji przez swego znajomego, Franka Lowy’ego. Policja stwierdziła ostatecznie, że zebrane w tej sprawie dowody były niedostateczne, aby postawić Olmerta w stan oskarżenia.
W kwietniu 2007 r. Olmert został oskarżony o to, że podczas sprawowania przez niego stanowiska ministra handlu, przemysłu i pracy, wpłynął na udzielenie rządowego grantu w wysokości 10 mln dolarów firmie swojego znajomego. Podczas parlamentarnego śledztwa w tej sprawie w lipcu 2007 r., Olmert zdecydowanie odrzucił te oskarżenia.

W maju 2008 r. wyszło na jaw, że postępowanie Olmerta jest przedmiotem kolejnego śledztwa policyjnego. Tym razem zarzucono mu łapówkarstwo. Olmert przyznał, że otrzymał środki pieniężne na kampanię wyborczą od amerykańskiego biznesmena żydowskiego pochodzenia Morrisa Talansky’ego, gdy ubiegał się o stanowisko burmistrza Jerozolimy, przywództwo w Likudzie i mandat parlamentarny z ramienia tej partii. Stwierdził jednak, że 
Nigdy nie brałem łapówek, nigdy nie wziąłem grosza dla siebie. Zostałem wybrany przez was, obywateli Izraela, na stanowisko premiera i nie zamierzam unikać odpowiedzialności. Jeśli prokurator generalny Menachem Mazuz zdecyduje się na wszczęcie oskarżenia, zrezygnuję ze stanowiska, nawet jeśli prawo nie obliguje mnie do tego.
 23 maja Olmert był przesłuchiwany przez godzinę w swym mieszkaniu w Jerozolimie odnośnie do zarzutów korupcyjnych. 27 maja Morris Talansky zeznał przed sądem, że w ciągu 15 lat przekazał Olmertowi ponad 150 tys. dolarów gotówką, w kopertach. 6 września 2008 r. policja izraelska zarekomendowała postawienie zarzutów kryminalnych Ehudowi Olmertowi.
26 listopada 2008 r. prokurator generalny Menachem Mazuz poinformował Olmerta o tym, że zdecydował się rozpocząć dochodzenie przeciwko niemu w sprawie, która wkrótce stała się znana pod nazwą afera Rishon Tours. Jak wskazywali śledczy, Olmert przemawiał za granicą w imieniu organizacji skupiającej osoby, które przetrwały holocaust, stowarzyszeń wspierających IDF i organizacje dobroczynne działające na rzecz upośledzonych umysłowo dzieci. Następnie biuro podróży Rishon Tours z siedzibą w Rishon Le-Cijon wysyłało każdej ze wspomnianych instytucji rachunek za wykład Olmerta, tak jakby każda z nich zmuszona była płacić za to osobno. Pieniądze były lokowane na koncie bankowym, które wykorzystywane było przez rodzinę polityka w prywatnych celach.
1 marca 2009 r. Mazuz oświadczył, że zdecydował się na rozpoczęcie procedury oskarżenia wobec Olmerta w sprawie domniemanego niedozwolonego finansowania kampanii wyborczej polityka przez Talansky’ego (sprawa znana pod nazwą afera kopertowa).
30 sierpnia 2009 r. sąd okręgowy w Jerozolimie rozpoczął rozpatrywanie aktu oskarżenia wobec byłego premiera Ehuda Olmerta. Zarzucono mu łapówkarstwo, oszustwo, nadużycie zaufania, fałszowanie dokumentów korporacyjnych i oszustwa podatkowe. Oskarżenia odnoszą się do trzech spraw – afery Rishon Tours, powiązań z Talanskym i domniemanego wpływu na przekazanie grantu rządowego firmie znajomego. To pierwsze tego typu oskarżenie wobec osoby, która pełniła w przeszłości funkcję premiera Izraela.
Kolejny, niepotwierdzony obecnie, zarzut dotyczy okresu, w którym Olmert był burmistrzem Jerozolimy. W zamian za kilka milionów dolarów urzędnicy urzędu miejskiego mieli dokonać zmian w planie zagospodarowania przestrzennego, które umożliwiły firmie deweloperskiej wybudowanie ogromnego kompleksu mieszkaniowego Holy Land. Śledczy nie wykluczają, iż Olmert brał udział w aferze.

## Rodzina i życie prywatne
Żona Ehuda Olmerta, Aliza, jest pisarką i autorką sztuk teatralnych. Pojawiły się informacje, iż była ona członkinią – założycielką radykalnie lewicowej organizacji „Kobiety w Czerni”, jednak brak potwierdzenia tych doniesień. Uważana jest jednak za osobę o poglądach mniej prawicowych niż jej mąż. Twierdzi, iż głosowała na niego po raz pierwszy dopiero w wyborach w 2006 roku.
Olmert ma z nią czwórkę biologicznych dzieci i jedną adoptowaną córkę:
- Najstarsza córka – Michal jest psychologiem i zajmuje się prowadzeniem warsztatów z kreatywnego myślenia.
- Córka Dana wykłada literaturę na uniwersytecie w Tel Awiwie i jest edytorem literackim. Jest również lesbijką i mieszka ze swoją partnerką w Tel Awiwie. Jej rodzice zaakceptowali jej orientację seksualną i partnerkę. Dodatkowo udziela się w jerozolimskim oddziale izraelskiej organizacji praw człowieka Machsom Watch. W czerwcu 2006 uczestniczyła w marszu w Tel Awiwie, protestując przeciwko zabijaniu cywili przez wojsko w Strefie Gazy i na Zachodnim Brzegu. Spotkała się wówczas z krytyką ze strony środowisk prawicowych[43].
- Syn Sza’ul ożenił się z izraelską artystką i mieszka w Nowym Jorku. Jest wiceprezesem kanału telewizyjnego Nickelodeon. Przedtem, po odbyciu służby wojskowej, podpisał petycję izraelskiej organizacji lewicowej Jesz Gwul, a następnie był rzecznikiem swojego ulubionego klubu piłkarskiego, Beitar Jerozolima (którego kibice znani są ze skrajnie prawicowych poglądów)[44].
- Najmłodszy syn Ariel nie służył w armii izraelskiej, ponieważ studiuje literaturę francuską na Sorbonie w Paryżu.
- Adoptowana córka ma na imię Shuli. Została osierocona przez matkę podczas porodu.

Ojciec Olmerta, Mordechai, jeden z założycieli Państwa Izrael oraz członek Knesetu drugiej i trzeciej kadencji, dorastał w chińskim mieście Harbin, gdzie stał na czele lokalnej komórki ruchu młodzieżowego Bejtar. Dziadek Ehuda, J.J.Olmert osiedlił się w Chinach po opuszczeniu Rosji po zakończeniu I wojny światowej. W 2004 r. Olmert pojechał do Chin i odwiedził grób dziadka w Harbin. Twierdził, iż dziadek nigdy nie zapomniał tego miasta po imigracji w wieku 22 lat do Palestyny w 1933 r. Gdy zmarł w wieku 88 lat, ostatnie słowa wypowiedział po chińsku, stwierdził wówczas Olmert.
W październiku 2007 r. Olmert oznajmił, że choruje na raka prostaty. Jego lekarze stwierdzili, że jest to nowotwór niskiego ryzyka. W kwietniu 2009 r. rzecznik polityka poinformował, że stan jego zdrowia pogarsza się – niezbędna będzie operacja lub radioterapia.